# Ole Lilloe-Olsen
Ole Andreas Lilloe-Olsen (* 28. April 1883 in Vestre Aker; † 28. April 1940 ebenda) war ein norwegischer Sportschütze. Mit fünf Gold- und einer Silbermedaille in verschiedenen Einzel- und Mannschaftswettbewerben beim Schießen auf eine laufende Scheibe ist er der erfolgreichste Teilnehmer seines Heimatlandes bei Olympischen Sommerspielen und nach den ebenfalls fünffachen Olympiasiegern Carl Osburn und Willis A. Lee der dritterfolgreichste Schütze in der Geschichte der Olympischen Spiele.
Er nahm an den Olympischen Sommerspielen 1920 in Antwerpen und an den Spielen 1924 in Paris teil. 1920 wurde er Olympiasieger in den Disziplinen Laufender Hirsch Doppelschuss im Einzel sowie Laufender Hirsch Einzelschuss und Laufender Hirsch Doppelschuss mit der Mannschaft. Vier Jahre später gewann er erneut im Einzelwettkampf in der Disziplin Laufender Hirsch Doppelschuss. In den Teamwettbewerben errang er in den Disziplinen Laufender Hirsch Einzelschuss und Laufender Hirsch Doppelschuss eine Gold- beziehungsweise eine Silbermedaille.